# Mabaas

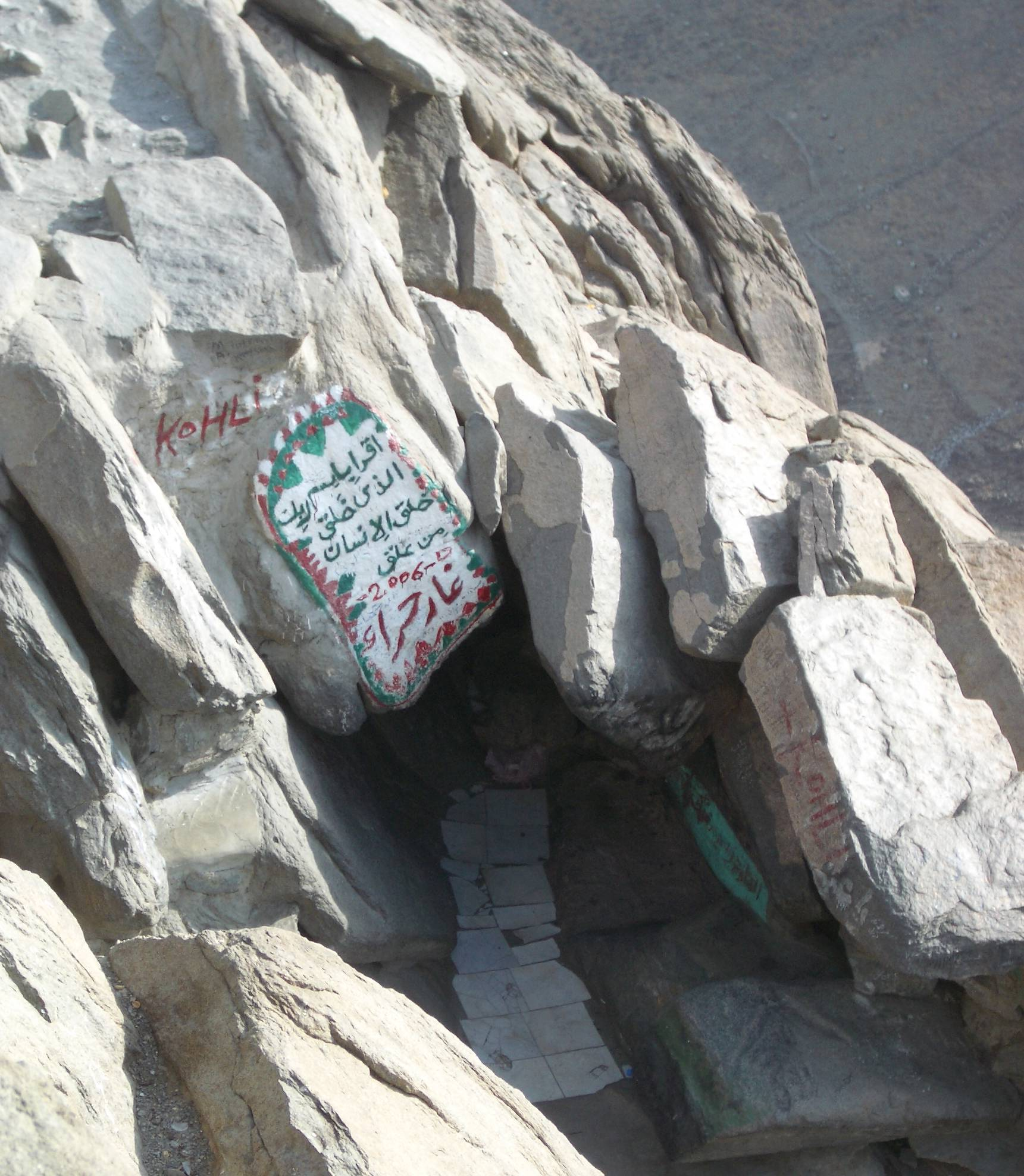
La cueva de Hira, en la península arábiga.

Mabaas (en árabe: مَبعَث‎, romanizado: Maba'az), es la fecha en que Mahoma fue elegido según la tradición islámica como el último profeta recibiendo la primera revelación de lo que luego habría de convertirse en el Corán. El 27 del mes de Rayab (séptimo del calendario islámico de la hégira lunar), Mahoma dijo recibir la revelación de Dios que lo designa como el último portador del mensaje divino.
De acuerdo con la tradición islámica, cuando Mahoma tenía cuarenta años de edad, el Arcángel Gabriel (Yibrīl) desciende al monte Nur, en la cueva de Hira, en la península arábiga, con los primeros versículos del sagrado Corán, y le dice a Mahoma ibn Abdulláh: “Lee en el Nombre de tu Señor, que ha creado al hombre de un coágulo. ¡Lee, que tu Señor es el más Generoso! El que enseñó por medio del cálamo, enseñó al hombre lo que no sabía".
Esta fecha, en el mundo islámico, se conoce como Mabaas, cuyo significado apunta al resurgimiento de los valores humanos y de su esencia, así como a la reflexión sobre hacia dónde se encamina la humanidad.

## Terminología
La palabra maba'as o maba'az (en árabe: مَبعَث‎), su raíz es baas o baaz (en árabe: بعث‎), y significa designar, resucitar, elegir o enviar. Y en expresión islámica es decir; enviar una persona de parte de Dios para invitación divina al ser humano. Y el día Mabaas o la fiesta de Mabaas es el día que el profeta del Islam fue designado de parte de Dios como profeta.

## Antes de Mabaas
Mahoma nació en La Meca, en la región de Hiyaz en la actual Arabia Saudí, y pasó allí la mayoría de su vida. Según la tradición, a lo largo de su vida algunos días, semanas y meses, iba a un monte vecino a La Meca, en particular a la cueva de Hira, donde rezaba y suplicaba a Dios, mientras la mayoría de la gente de La Meca practicaba la idolatría. Según la tradición, la idolatría era una de las causas por las que Mahoma evitaba a la gente.

### La descripción de Ali Ibn Abi Talib sobre la vida de árabes, antes del Islam
Según lo narrado en el Nahj Al-Balaghah (La cumbre de la elocuencia), Ali Ibn Abi Talib describe así la vida de los árabes antes del Islam:

¡Vosotros árabes! ¿Os dáis cuenta -alguna vez- en qué estado os encontrábais cuando Dios Misericordioso designó a Mahoma como Su Profeta, y lo designó como Digno de Confianza y fiel Mensajero de la Revelación Divina? 
Vosotros seguíais una ideología perversa y llevábais una mala vida. Vivíais en sucias cabañas y casas entre duras piedras y mortíferas serpientes. Comíais alimento despreciable y sucio, y bebíais agua fangosa y sucia. Histéricamente os odiábais unos a otros, luchando y matando incluso a vuestros propios parientes de sangre y a vuestros amigos. Habíais levantado ídolos para adorarlos, vuestras vidas y vuestro entorno, vuestra religión y vuestra salvación estaban totalmente envueltos e inmersos en el vicio y el pecado. 

## La primera revelación

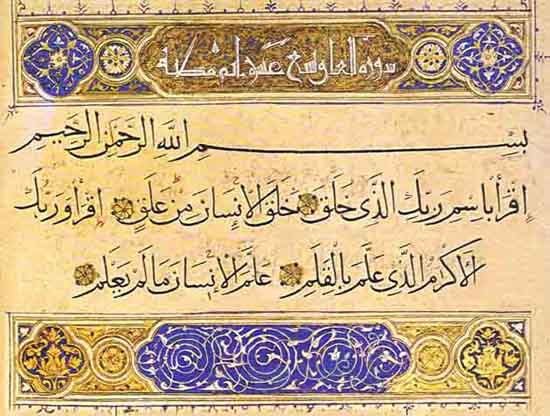
Sura Al-Alaq.

Según la tradición islámica, cuando Mahoma tenía cuarenta años de edad, pasaba la mayor parte del tiempo en soledad y meditación. La cueva de la Montaña de Hira era su lugar favorito. Era allí donde solía retirarse con alimento y agua y pasaba días y semanas en el recuerdo de Dios. A nadie se le permitía ir a ese lugar excepto a Jadiya, su esposa, y a Ali Ibn Abi Talib. Solía pasar todo el mes de Ramadán en ese lugar. El periodo de espera se acercaba a su fin. Sus cuarenta años de vida tenían variadas experiencias, y desde el punto de vista del mundo, había desarrollado una madurez y juicio mental, aunque en realidad él era la personalización de la perfección desde el mismo inicio. Ha dicho: “He sido Profeta desde que Adán se encontraban en un estado entre el agua y la arcilla” Su corazón rebozaba de profunda compasión por la humanidad y un deseo desesperado por erradicar las creencias desviadas, los males sociales, la crueldad y la injusticia. El momento había llegado cuando Allah le permitió declarar su profecía. Un día, cuando estaba en la cueva de Hira, Yibril (Ángel Gabriel) llegó donde Muhammad y le entregó el siguiente Mensaje de parte de Dios:

«Lee en el Nombre de Tu Señor, quien ha creado al hombre de un coagulo (de sangre): Lee y Tu señor es él más Benéfico, Quien le enseñó al hombre con el Cálamo y le enseñó al hombre lo que no sabía»
(Corán, 96:1-5)

Estas fueron las primeras aleyas en ser reveladas, y la fecha fue el 27 de Rayab, en el año 40 del Elefante (610 Después de Cristo).

## Mabaas en el mundo islámico
El día Mabaas es un día especial para el mundo islámico. Toda la comunidad islámica celebra la gran fiesta de Mabaas - día de la designación del Profeta del Islam, el Muhammad como el último profeta divino. En todo el país persa, la gente decora mezquitas, casas, calles y tiendas con coloridos adornos; asimismo distribuye dulces para festejar este gran día.